# 斯德哥尔摩 (南达科他州)
斯德哥尔摩（英語：Stockholm），是美国南达科他州下属的一座城市。根据2010年美国人口普查，该市有人口107人。论人口在本州排行第232。